# Giovanni Emanueli
Giovanni Antonio Emanueli (* 9. März 1817 in Brescia; † 30. November 1894 in Mailand) war ein italienischer Bildhauer.

## Leben
Emanueli studierte dank eines Stipendiums seiner Heimatstadt Brescia ab 1831 an der Accademia di Belle Arti di Brera in Mailand bei Antonio Durelli, ab 1833 bei Abbondio Sangiorgio. Im Dezember 1842 ließ er sich in Mailand nieder, führte aber weiterhin zahlreiche Aufträge in seiner Heimatstadt Brescia aus.
Bereits im Alter von 14 Jahren machte er durch eine Porträtbüste des Kaisers Franz II./I. auf sich aufmerksam. Weitere Arbeiten folgten, wie etwa Büsten von Feldmarschall Radetzky oder Napoleon Bonaparte sowie eine durch die Brera-Akademie ausgezeichnete Gruppe Die Pfeifer, welche er in Wien, München und Paris ausstellte. Sein Gesamtwerk bestand jedoch hauptsächlich aus Sakralplastik wie Grabdenkmäler und Kirchenfiguren, welche sich meist in Brescia oder Mailand befinden.
Emanueli ist der mittleren Periode der Erneuerung der italienischen Plastik, wie sie durch die Gruppe um Tantardini, einen Nachfolger Lorenzo Bartolinis vertreten wird, zuzurechnen.

## Werke (Auswahl)

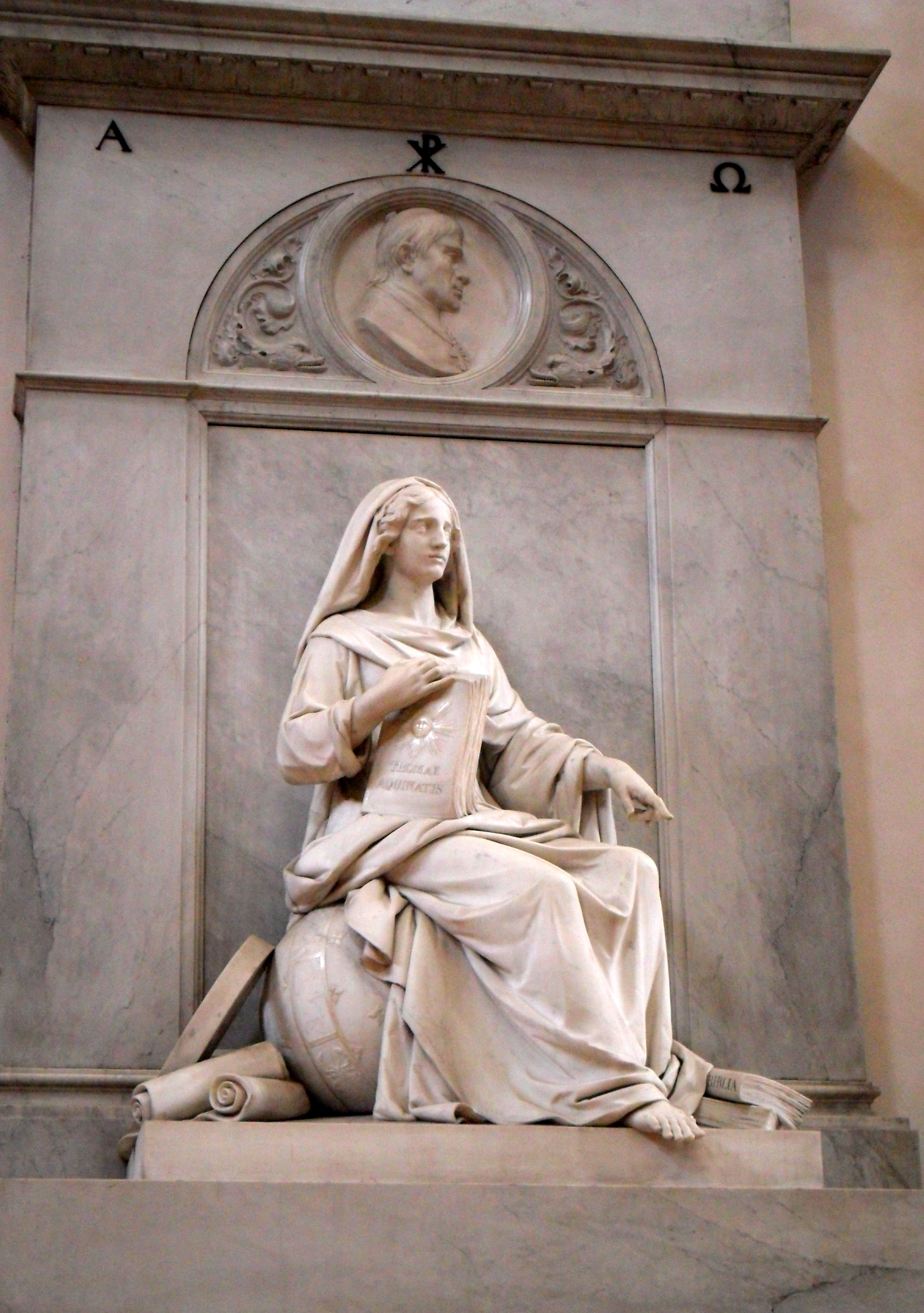
Grab des Bischofs Ferrari im Neuen Dom von Brescia

- Grabmal der Familie Rovetta auf dem Vantiniano-Friedhof, Brescia, 1833
- Statuen an der Fassade, Pfarrkirche San Vicenzo, Calcinato, aufgestellt 1846
- Heiligenstatuen und Basrelief über dem Portal, Pfarrkirche Palazzolo sull'Oglio, 1846
- Porträtbüste Feldmarschall Radetzky, 1854, Carrara-Marmor, 56 × 29 × 88,5 cm, Heeresgeschichtliches Museum, Wien
- Grabdenkmal für Bischof Carlo Domenico Ferrari, Dom zu Brescia, 1855
- drei Statuen für den Dom zu Mailand, 1857/1863/1869
- Kruzifix mit Engeln, Hochaltar der Kirche San Carlo a Corso, Mailand, 1865
- Christusstatue, Piazza Maggiore, Almenno San Salvatore